# Placidochromis trewavasae
Placidochromis trewavasae är en fiskart som beskrevs av Mark Hanssens 2004. Placidochromis trewavasae ingår i släktet Placidochromis och familjen Cichlidae. Inga underarter finns listade i Catalogue of Life.